# زالشی (ناحیه وستی ناد اورلیتسی)
زالشی (به چکی: Zálší) یک منطقهٔ مسکونی در جمهوری چک است که در ناحیه اوستی ناد اورلیتسی واقع شده‌است. زالشی ۷٫۷۲ کیلومتر مربع مساحت و ۲۳۴ نفر جمعیت دارد و ۲۹۷ متر بالاتر از سطح دریا واقع شده‌است.